# Planche de bord tout écran

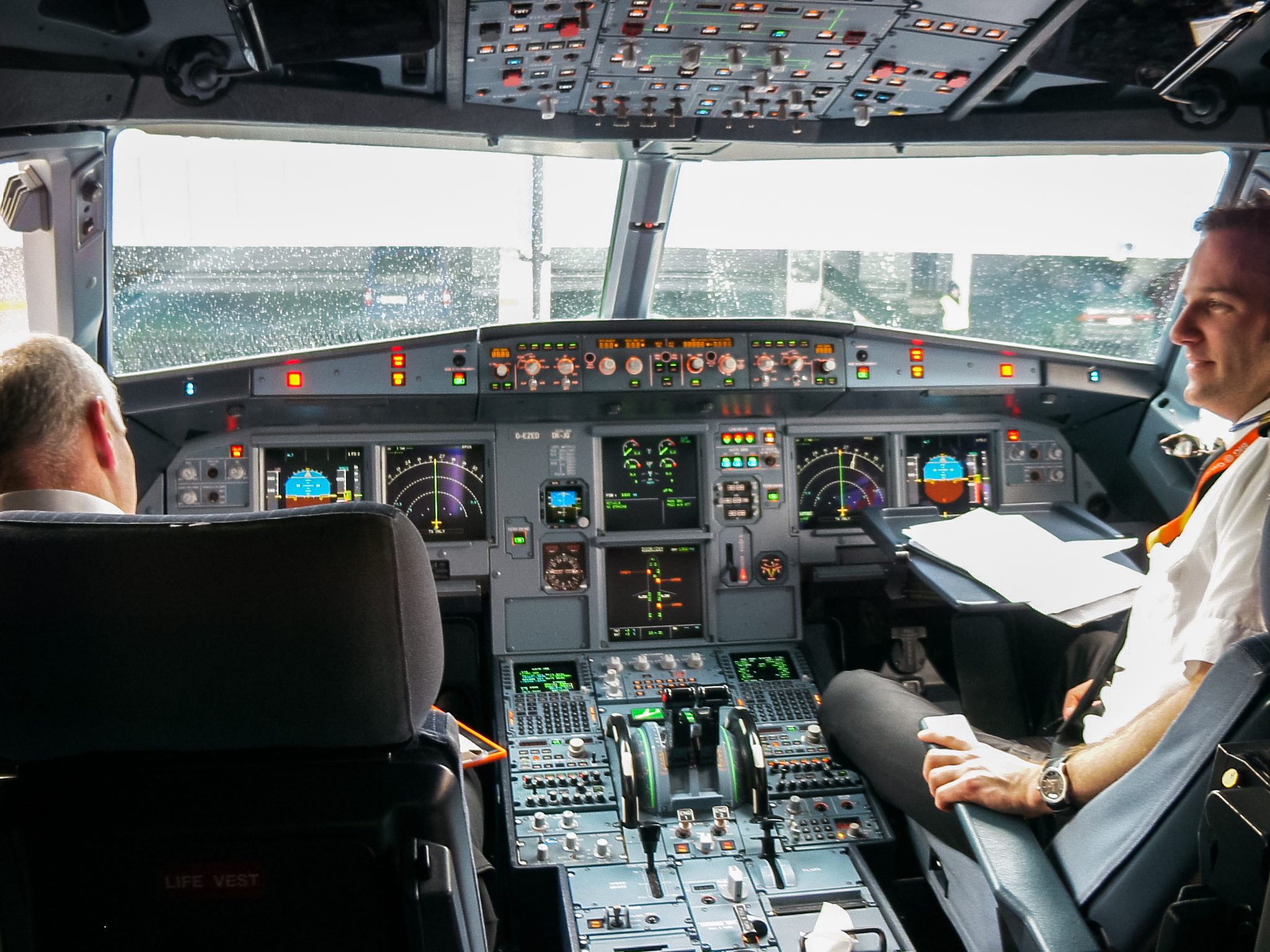
Poste de pilotage de l'Airbus A319

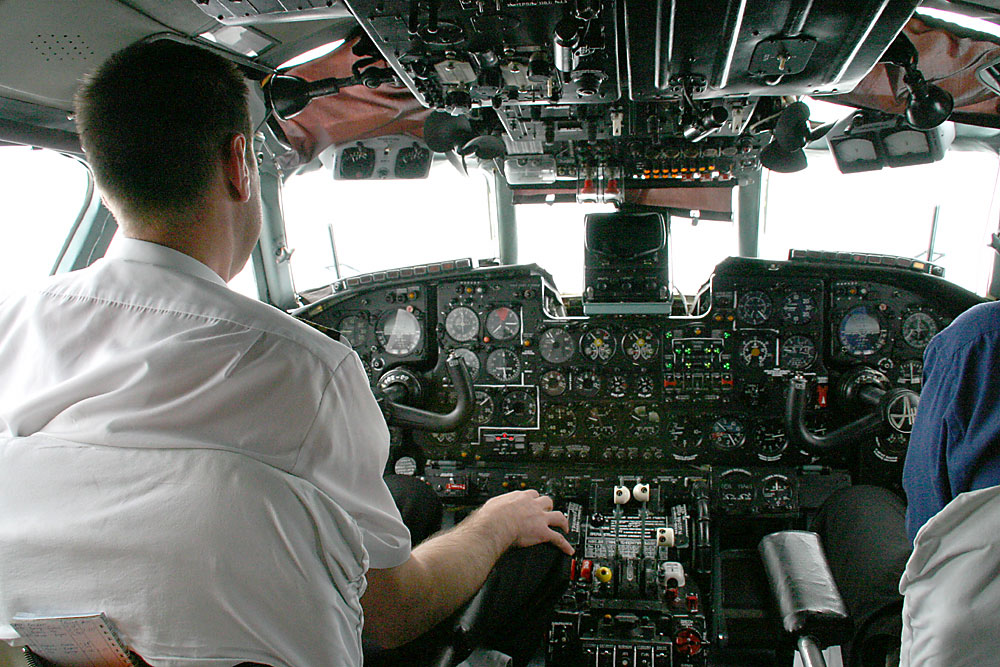
Habitacle d'un Antonov An-24 équipé d'instruments électromécaniques

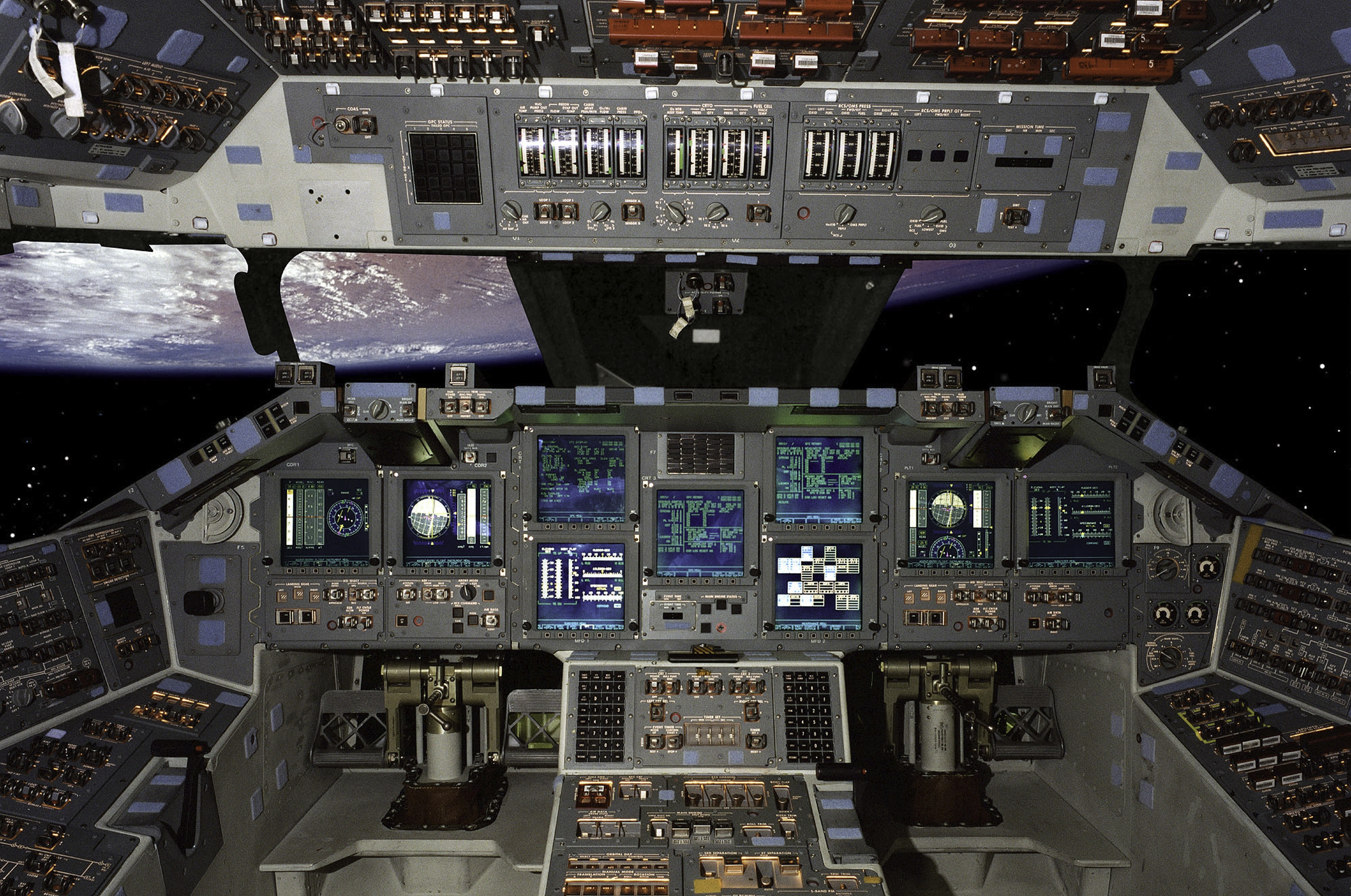
La navette spatiale Atlantis (STS-101) équipée d'une planche de bord tout écran

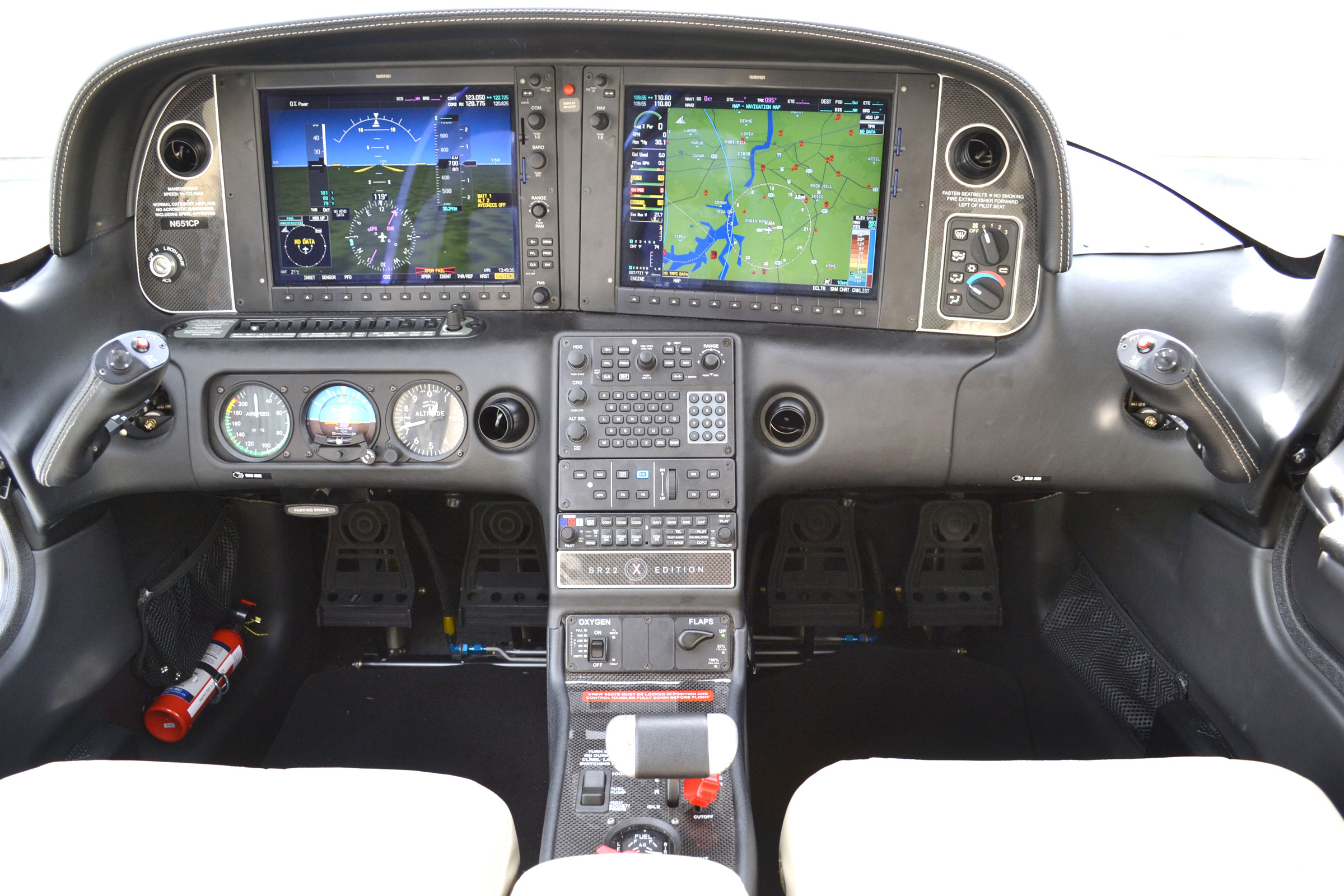
Poste de pilotage du Cirrus SR22

La planche de bord tout écran est un système équipant les postes de pilotage modernes où les instruments à aiguille (analogiques) traditionnels  sont remplacés par des écrans. Cela permet de regrouper un maximum d'informations sur une même surface de visualisation et ainsi de diminuer la charge de travail des pilotes. Ce système d'affichage est également appelé glass cockpit, EIS (Electronic Information System) ou CDS (Cockpit Display System).

## Différents écrans
- Les EFIS (Electronic flight instrument system) qui regroupent les informations de pilotage, de guidage et de navigation : 
  - PFD (Primary Flight display) : visualisation des paramètres de vol (altitude, vitesse, assiette, cap, etc.) ;
  - ND (Navigation Display) : visualisation des paramètres de route (plan de vol, points de cheminement, balises radio (VOR), etc.) ;
  - DMAP (Digital MAP) : système de cartographie ;
  - TD (Tactical Display, sur avion militaire) : visualisation des informations sur les zones amies ou ennemies, ainsi que les menaces et les paramètres propres aux missions militaires.

- Les EICAS (Engine Indicating and Crew Alerting System) ou ECAM (Electronic Centralized Aircraft Monitoring) qui affichent les paramètres systèmes :
  - EWD (Engine and Warning Display) : visualisation des paramètres moteur indispensables, des messages d'alarme et des listes de vérification à suivre ;
  - SD (System Display) : visualisation sous forme de synoptique les principaux systèmes de l'avion (carburant, hydraulique, électricité, pressurisation, conditionnement d'air, etc.).

Vu l'énorme quantité d'informations pouvant être affichées, seules le seront celles indispensables en un instant donné, en particulier les messages d'alarme, les mesures à prendre, etc.
Le pilote peut cependant à tout moment sélectionner des pages-écran présentant des informations supplémentaires comme le plan d'un aéroport (TDS : Taxi Display System) ou une coupe verticale de son plan de vol (VD : Vertical Display).
Parallèlement aux instruments, leur environnement aussi a évolué. Tout d'abord Airbus a équipé en premier l'A320 d'un minimanche latéral. Les senseurs eux-mêmes ne sont plus les mêmes : le gyroscope électromécanique a cédé la place au gyrolaser.

## Historique
Avant les années 1970, les tâches des pilotes de transport aérien n'étaient pas considérées comme suffisamment ardues pour nécessiter le développement d'instruments de vol modernes à visualisation électronique. De plus, la technologie des ordinateurs n'avait pas encore atteint un niveau de fiabilité suffisamment élevé. Enfin leur masse était prohibitive. La complexité croissante du transport aérien, l'avènement de systèmes numériques et la congestion grandissante du trafic autour des aéroports ont modifié cette situation.
Un avion de transport typique des années 1970 avait plus de 100 instruments et commandes, les plus importants étant sursaturés de barres, d'aiguilles et de symboles. En d'autres termes, leur quantité toujours plus grande était en concurrence pour l'espace sur la planche de bord et l'attention du pilote. En conséquence, la NASA a fait des recherches sur des dispositifs de visualisation capables de traiter les informations brutes fournies par les systèmes de l'aéronef et les données de vol et de les intégrer en une image synthétique facilement compréhensible par le pilote.
Cathodiques au départ, ils sont maintenant à cristaux liquides (LCD). Sur l'A380, ils forment une surface de visualisation cohérente, le pilote pouvant pointer avec le curseur de sa boule de commande sur les différents écrans. 
Ils ont participé à la suppression de l'ingénieur navigant devenu superflu du fait de l'automatisation de la navigation. Alors que les instruments de bord conventionnels (T de base) électromécaniques ont longtemps été maintenus sur la planche de bord en tant qu'instruments de secours, ils tendent désormais à disparaître à la suite du gain de fiabilité des instruments électroniques y compris en aviation légère.

## Perspectives
Alors que les premiers instruments intégrés reprenaient à l'identique la présentation des instruments conventionnels, les nouveaux produits représentent une véritable innovation. Ils ressemblent plus à des ordinateurs avec fenêtres et souris ou boule de commande. Les visualisations présentées sont beaucoup plus riches et variées, comme un plan de vol tridimensionnel. 
Les fournisseurs peuvent répondre plus individuellement aux désirs des utilisateurs et créer des solutions sur mesure. De nombreuses caractéristiques des nouveaux instruments améliorent l'interface homme-machine et donc la sécurité.

### Reconfiguration
L'Airbus A400M a deux collimateurs de pilotage (HUD). À la différence des autres avions produits par Airbus, les HUD de l'A400M ne sont pas des options. Ce sont des écrans de guidage transparents qui peuvent remplacer les Primary Flight Display (PFD). Ainsi, si un collimateur de pilotage est utilisé et fonctionne, le pilote peut utiliser tous les écrans en affichage tête basse pour d'autres applications que le guidage. 
On peut donc quasiment dire que, sur A400M, les écrans n'ont plus un affichage dédié. Cela signifie que le pilote peut afficher les informations de son choix sur l'écran qui lui convient le mieux. Cela comporte plusieurs avantages :
- il est possible de prévoir plus d'affichages qu'il n'y a d'écrans dans le cockpit ;
- en cas de panne d'un écran, les informations peuvent être reconfigurées manuellement sur un autre écran, tant que l'HUD fonctionne. Si l'HUD ne fonctionne pas, une reconfiguration automatique est réalisée (comme pour les autres avions d'Airbus) et le PFD est affiché ;
- le pilote organise les écrans en fonction des priorités liées à la phase du vol.